# Who’s That Girl (album)
A Who’s That Girl: Original Motion Picture Soundtrack  című album az amerikai énekesnő-dalszövegíró Madonna első filmzenei albuma, melyet a Sire Records 1987. július 21-én jelentetett meg az azonos című film népszerűsítéséhez. Az albumon ezen kívül a Scritti Politti, a Duncan Faure, a Club Noveau, Coati Mundi, és Michael Davidson szerzeményei is megtalálhatóak. Az albumot Madonna albumnak tekintik, annak ellenére, hogy az album 9 dalából, 4 dalt énekel. Madonna az  1985-ben bemutatott Kétségbeesve keresem Susant című film társ főszereplője volt, és Madonna egy másik filmben, a Slammer című komédia filmben akart szerepet játszani. Később Madonna ezt a filmcímet változtatta meg a "Who’s That Girl" címre.  A film egy Nikki Finn nevű nőről szól, akit tévesen vádolnak gyilkosságért. A Shanghai Surprise (1986) bukása után a Warner Bros. kezdetben vonakodott egy újabb film elkészítésétől. A későbbiekben azonban egyetértettek, miután Madonna meggyőzte őket, valamint az új Madonna dalok népszerűsítése céljából is.
Madonna 1986 decemberében kezdett el dolgozni az albumon, majd kapcsolatba lépett Patrick Leonard-dal, és Stephen Bray-vel, akik producerként dolgoztak harmadik True Blue című stúdióalbumán. Madonna úgy érezte, hogy az albumra uptempo és downtempo stílusú dalokra van szükség. Leonard komponálta a  zenét, Madonna pedig a dallamot és a dalszöveget tette hozzá a műhöz. Madonna az első elkészült dalt Who’s That Girl-nek nevezte el, majd a film címét is megváltoztatta a dallal azonos címűre, mert szerinte jobban hangzott, mint a Slammer. Madonna és Leonard elkészítették a The Look of Love című balladát, majd még két dalt készítettek az albumra, és a filmhez. Az egyik a Causing a Commotion a másik pedig a "Can't Stop" című dal volt. A dalt a 60-as évek Motown női együttese a Martha and the Vandellas ihlette.
A megjelenés után a filmzene album inkább negatív kritikákat kapott. Néhány beszámoló szerint az album egyszerű és hiányos volt, bár a Who’s That Girl és a The Look of Love című dalokat dicsérték. A filmzene album kereskedelmileg sikeres volt, beleértve az Egyesült Államok, Ausztria, Kanada, Franciaország, Új-Zéland, Svédország, és az Egyesült Királyság albumlistáit, ahol Top 10-es helyezést ért el az album, miközben Németországban és az európai albumlistán is helyezett volt. Az albumból 6 millió példányt adtak el világszerte.
Az albumon található Madonna dalok közül három kislemezen is megjelent. A címadó dal a Billboard Hot 100-as lista 6. első helyezést elért kislemeze lett, így Madonna lett az első női művész, akinek hat első helyezést elért dala került fel a listára. A Causing a Commotion a második kislemez volt, mely a Hot 100-as listán a 2. helyig jutott. A The Look of Love a harmadik és egyben utolsó dal volt az albumról, mely csak az európai piacon jelent meg, és az Egyesült Királyság kislemezlistáján a tíz legjobb között szerepelt. Egy másik dal a "Turn It Up" promócióként jelent meg az Egyesült Államokban, és a 15. helyezést érte el. A „Who’s That Girl” album további promóciót kapott az azonos című világturnét követően.

## Előzmények
A Kétségbeesve keresem Susant című 1985-ben bemutatott film, melyben Madonna szerepelt, sikeres volt, és ez arra késztette őt, hogy érdeklődjön a színészet iránt. A következő filmjéhez egy vígjátékfilmet választott, mely kezdetben a Slammer címet viselte, majd később Madonna átnevezte „Who’s That Girl” címűre. Madonna Nikki Finn karakterét játszotta, aki egy gyilkossággal vádolt fiatal nő, akit felfüggesztettek, hogy tisztázza magát. A Loundon Trott nevű karakter (Griffin Dunne) mellett 36 órányi nagy kalandra kerül sor, ahol Nikki megszakít egy esküvőt, hogy felfedje az igazi gyilkos személyét. Madonna a Nikki karakter kapcsán az alábbiakat nyilatkozta. 

"Sok közös dologban egyezünk Nikkivel. Bátor, kedves, vicces. Tévesen ítélik meg, de végül tisztázza magát, és ezt mindig jó csinálni. Én is mindig ezt csinálom a nyilvánossággal. Tetszett Nikki kemény oldala és a kedves oldala is. A keménység csak egy maszk annak a sebezhetőségnek, amelyet magában érez. 

Figyelembe véve ugyanakkor Madonnát és akkori férjét Sean Pennt, a nyilvánosságot, és azt a tényt, hogy a Sanghai Surprise című dráma kereskedelmileg bukás volt, és nehéz küzdelem volt Madonnának, hogy meggyőzze a Warner Bros.-t, hogy egy újabb projektnek zöld utat adjanak. Madonna azt szerette volna, ha egy közeli barátja James Foley rendezi a filmet, és kijelentse hogy egy "zseni". Foley korábban is rendezett már Madonnának klipeket. A "Live to Tell", "Papa Don't Preach" és a "True Blue" című zenei videókat. A Warner Bros. egy másik módot keresett arra, hogy sikerre vigye Madonna dalait, és úgy érezte, hogy nem elég egyedül csak a film, kellenek a dalok is a sikerhez. Úgy érezték, hogy nincs más választás, és engedélyt adtak a filmhez. A forgatás 1986 októberében kezdődött New Yorkban, de csak 1987 januárjában kezdett Madonna a filmzenével foglalkozni.

## Felvételek
Miután néhány konkrét ötlet fogalmazódott meg Madonna fejében a filmzenével kapcsolatban, felkereste Patrick Leonardot, és Stephen Bray-t, akik a harmadik stúdióalbum a True Blue elkészítésében segédkezett. Madonna elmagyarázta neki,k hogy egy uptempo és egy downtempo tipusú dalra gondolt. Madonna igényei szerint Leonard kifejlesztette az uptempo dalt. Madonna megérkezett egy csütörtöki napon a stúdióba, ahol Leonard átadta neki a kazettát a felvételekkel. Madonna a hátsó szobába ment, kiegészítve a dallamot, és a dalszöveget, míg Leonard a többi részen dolgozott. A dalszövegek befejezése után Madonna úgy döntött, hogy a dal a „Who’s That Girl” címet kapja, és a film címét is megváltoztatja ugyanerre a névre. Leonard elmondta, hogy a dalt és az éneket egy napon rögzítették, majd a további gitár és ütős hangszereket később Leonard és Bray adta hozzá a dalhoz.
A downtempo dalt a következő nap vették fel, amikor Madonna megírta a szöveget, Leonard pedig a dallamot. A "The Look of Love" tartalmazza az alábbi sort a dalból: "No where to run, no place to hide. From the look of love, from the eyes of pride". Madonnát az a pillantás ihlette a dalhoz, melyet James Stewart Grace Kellynek idézett az 1954-es Rear Window című filmben. "Nem tudom leírni, de azt akarom, hogy valaki rám nézzen, amikor szeret engem" - mondta Madonna. A "The Look of Love" című dal után Madonna még két dalt vett fel, melynek Bray volt a producere. A Causing a Commotion című dalt Madonna és akkori férje Sean Penn viharos házassága ihlette. Madonna úgy érezte, hogy házassága zátonyra futott, és a válás szélén áll, Penn bántalmazó erőszakos jellege miatt. A Rolling Stone magazinnak Madonna az 1987. szeptember 10-én kelt cikkében beszélt Penn életére gyakorolt hatásáról, és a dalról: "Nem szeretem az erőszakot, soha nem bántottam, vagy ütöttem meg senkit, és soha nem gondoltam volna, hogy erőszakosnak kellene lennem. Megértem Sean haragját, és sokszor meg akartam ütni, de rájöttem, hogy a dolgok csak rosszabbá vállnak ezzel. [...] Úgy éreztem, hogy a "Causing a Common" című dal ennek kapcsán született. A legutolsó dal a "Can't Stop" című szerzemény volt, melyet a 60-as évek Motown lányegyüttese a Martha and the Vandellas ihletett. Ezen túlmenően az album a Warner Bros. Recordshoz tartozó fellépők dalait is tartalmazza, úgy mint a Scritti Politti, vagy Michael Davidson. Az Egyesült Államokban üzleti szempontból sikertelen, és ismeretlen előadóknak ezekre a platformokra volt szükségük, hogy bemutassák dalaikat, és az albumra való felvételek a Warner számára megfelelően tűntek. Két dalt a Duncan Faure és Coati Mundi dalait Madonna kérésére vették fel az albumra, mivel az ő barátai voltak. Annak ellenére, hogy az album 9 dalából 4 dalt énekel Madonna, a „Who’s That Girl”-t Madonna albumként emlegetik, és így került forgalomba, hiszen arca és neve szerepel a borítón.

## Összetétel
A Who’s That Girl című dal Madonna megszokott stílusában van komponálva, melyben egy dobgép, szintetikus basszusgitár vonal, és húros hangszerek hallhatóak. Rikky Rooksby a The Complete Guide to the Music of Madonna című könyv szerzője szerint a dal három részre van osztva, nevezetes az a rész ahol Madonna énekel: "what can help me now", melyben a verse és a kórus együtt hoherens módon, kísérteties hatással bír. A dal Madonna spanyol kultúrájának érdeklődését tükrözte, mely az 1987-es "La Isla Bonita" című dal megjelenése után is folytatódott. Leonard és Madonna spanyol kifejezéseket írtak a dalhoz, a második verse trombitás részéhez, valamint a hozzáadott hangszeres rész közepére. A „Who’s That Girl” szintén kihasználja a többhangú effektekkel keltett hanghatást, melyet korábban olyan együttesek használtak, mint a The Beach Boys az 1966-os "God Only Knows", vagy az "I Get Around" című dalokban, de fellelhető az R.E.M. "Fall on Me" című 1996-ban megjelent dalában, és a "Near Wild Heaven"-ben is. Ezt a hatás van jelen az utolsó kórusrészre is, ahol három vagy négy különféle vokális hang összefonódik.
A második dal a Causing a Commotion mely egy táncolható up-tempójú dal. A zenei elrendezés számos horogból áll, melyek egymással interpolálódnak. A kórus kezdetekor Madonna a következő részt énekli:  "I've got the moves baby, You've got the motions, If we got together we be causing a commotion."A verséket négy hangjegyű csökkenő bassusvonal, és egymással interkultáló staccato akkordok kísérik. A dalszövegek utalnak Madonna 1985-ös Into the Groove című dalára, mely három részből áll, közös vokális harmóniában. A Musicnotes.com (Walt Disney Company) által közzétett kották szerint a dal egy 192 BPM / perc ritmusú dal. A dalt B ♭ mollban komponálták, és Madonna hangja C3 és B5 közötti tartományban van. A dal alap szekvenciája B ♭ -Fm7-B ♭ -F 9 -B ♭ 6 , akkordok között helyezkedik el.
A The Look of Love című harmadik dal kis basszussal, és szintetizátor hangokkal indul. Ezt ütőhangszerek és magas regisztrációs hang követi, mely ellentétben áll a basszusgitárral. A dal így folytatódik az utolsó verse-ig, melyet basszusgitár hangja is követ. A dalban a vokális rész két részből áll a "No where to run, no place to hide" sorban. Rooksby úgy érezte, hogy Madonna hangja kifejező a dalban, amikor a  "From the look of love" sort énekli, és az "expressive" szót mondja a D-moll akkord felett. Így olyan benyomást kelt a felfüggesztésről, mint a kilencedik kisebb akkord minősége, elválasztva azt a többi hangtól. A dal 80 BPM / perc ütemű, melyben Madonna hangterjedelme C 5 - B ♭ 3 között helyezkedik el. A dal akkordprogressziója alapszintű C - Dm - Fm - B.
Az albumon található utolsó "Can't Stop" című Madonna dal magas szintetizátor hanggal kezdődik, melyben a dobgép és a klarinét hangja van beágyazva. A dalszövegek arra utalnak, hogy "Én férfit akarok, és bármit megszerzek" Rooksby észrevette, hogy a dal hangszeres törése ismétli a kórust, a tetején egy szintetikus vonallal. Úgy gondolta, hogy az "Can't Stop" 4:45 perces játékideje jó példa Madonna dalainak megosztására, ahol a tánczene és a hosszúság a fontos, mely a klasszikus popdalok követelménye. J. Randy Taraborrelli a Madonna: An Intimate Biography című életrajzi könyvében a Faure "24 Hours" című dalát jellemezte, mely egy lassú dal, mely nem ad lendületet. Joe Brown a The Washington Post-tól a Davidson "Turn It Up" című daláról azt mondta, hogy egy lassú háttérdal, mely gyors ütemes dallá alakul át Davidson előadásában, mely a Beastie Boysra emlékezteti.

## Promóció

### Turné
Madonna a Who’s That Girl világturnén a Who’s That Girl, Causing a Commotion és a The Look of Love című dalokat adta elő 1987-ben. Ez volt a második koncert turnéja, mellyel a True Blue című albumot, és a filmzene albumot népszerűsítette. Madonna az albumra edzéssel készült, aerobikozott, súlyt emelt, és kocogott, hogy megbirkózzon a színpadi mozgással. A jelmezek elkészítésében együttműködött Marlene Stewart divattervezővel, kibővítve saját elképzeléseit, mellyel egyes karakterek életre kelnek a színpadon. A színpad hatalmas volt, négy videókivetítővel, multimédiás vetítővel, és középen lépcsővel. Leonard lett a zenei igazgató, és arra ösztönözte Madonnát, hogy régi dalait rendezze kicsit át, és mutassa be új formában. Madonna a turnét Who’s That Girl-nek nevezte el, miután egy próbálkozás közben magáról alkotott egy képet, melyet a színpad képernyőjén vetítettek.
A show-műsor hét jelmezváltásból állt, valamint ráadásként a „Who’s That Girl” és a Holiday című dalok is elhangzottak. A turné olyan társadalmi dolgokkal is foglalkozott, mint az AIDS a "Papa Don't Preach" előadása alatt. A turné sikeres volt, összesen 25 millió dollár bevételt tett ki, és Madonna 1,5 millió ember előtt lépett fel.

## Kislemezek
| #  | Kislemez            | Megjelenés                  |
| -- | ------------------- | --------------------------- |
| 1. | Who’s That Girl     | 1987. június 23.            |
| 2. | Causing a Commotion | 1987. augusztus 25.         |
| 3. | The Look of Love    | 1987. november 25. (Európa) |

A Who’s That Girl 1987. június 30-án jelent meg az album vezető kislemezként. Ez a latin-pop dal Madonna hatodik első helyezést elért kislemeze volt az amerikai Billboard Hot 100-as listán., Madonna lett az első olyan női előadó, akinek hat első helyezést elért dala szerepelt ezen a listán az 1980-as években. A dal az Egyesült Királyságban, Kanadában, Hollandiában, Írországban, és Belgiumben is helyezett volt. A videoklipben Madonna nem a filmbéli Nikki karakterét ábrázolja,  ehelyett folytatta a La Isla Bonita spanyol stílusát, és a klipben kisfiúnak öltözve egy spanyol karimájú kalapot, és bolero dzsekit viselt, egy olyan kombinációban, mely később divattrendet teremtett. A dalt az 1988-as Grammy-díj kiosztón jelölték, mint a "Legjobb mozifilmdal", valamint jelölést kapott az 1988-as Golden Globe díjkiosztón is, mint a "Legjobb eredeti dal". Azonban egyikkel sem nyert.
Az album második kislemeze a Causing a Commotion 1987. augusztus 25-én jelent meg. A kritikusok szerint a dal nem Madonnához való volt. Azonban a dal sikeres volt és Új-Zélandon, Svájcban, és az Egyesült Királyságban Top 10-es helyezést ért el. Az Egyesült Államokban a dal gyorsan haladt felfelé a listán, és az 1987. október 24-i héten a 2. helyig jutott. Ugyanezen a héten Michael Jackson "Bad" című dalával versenyzett a jobb pozícióért. A dal három hétig volt helyezett, majd lekerült a slágerlistáról. A dal a Hot Dance Club kislemezlistán viszont 1. helyezett volt.
Az album harmadik, és egyben utolsó kislemeze a The Look of Love című dal volt, melyet kizárólag csak Európában jelentettek meg 1987. december 12-én. A dal az Egyesült Királyság kislemezlistáján a 15. helyen debütált, majd a következő héten a 9. helyezést érte el. A "Turn It Up" című dalt még az album megjelenése előtt kiadták. Joe Brown a The Washington Post-tól "hihetetlenül banális"-nak nevezte Madonnát. A dal a Billboard Dance Club listán a 15. helyig jutott.

## Kritikák
| Értékelések          |           |
| Értékelő             | Értékelés |
| AllMusic             | [ 37 ]    |
| Robert Christgau     | C-        |
| Entertainment Weekly | D         |
| New York             | Vegyes    |
| The New York Times   | Pozitív   |
| Rolling Stone        | [ 41 ]    |

A zenekritikusok nem fogadták túl jól a filmzene albumot, akik közül néhányan megjegyezték, hogy a címadó dal a lemez legfontosabb eleme. Jim Farber az Entertainment Weekly-től negatív véleménnyel volt, azonban Noah Robischon ugyanettől a magazintól gratulált a címadó dalhoz, mondván, hogy Madonna "szinergiát adott a dalnak". Bill Lamb (About.com) azt mondta, hogy a dalok nem tartoznak Madonna legjobb zenéihez. Tarabolli szerint a filmzene ismét emlékeztetett Madonna hatalmára, és helyzetére, mint a 80-as évek egyik legfontosabb énekese, melyek során az albumot csupán a dalok emelték ki, bár azok sem voltak a legjobbak, úgy mint a The Look of Love című dal, mely egy egzotikus ballada. Mary Cross a Madonna életrajzi könyvében azt írta, hogy a film a hangzás miatt elcsúszik. Allen Metz és Carol Benson a The Madonna Companion: Two Decades of Commentary című könyvükben azt írták, hogy a „Who’s That Girl” elérte azt, amiért kiadták, ezáltal pénzt téve a Warner zsebébe, de Madonna diszkográfiájában nem tesznek hozzá semmit. Stephen Thomas Erlewine AllMusic megjegyezte, hogy a legszigorúbb értelemben a lemez nem Madonna album. "Ez egy zenei album". Majd hozzátette: "Hozzáértő, ám inspiráló popzenét mutat be a különböző művészek előadásában. David Denby a New York magazintól megjegyezte: "Nincs semmi baj a hangzással, csak az hogy egy ilyen szerencsétlen filmhez társul". Majd hozzátette: A "The Look of Love" című dal rejtett drágakő Madonna dalai között. Don Shewey a Rolling Stone magazintól megjegyezte, hogy "Bár lényegében egy Madonna album, a zenével igazából nem lehet dicsekedni, mert nem igazán tartalmaz emlékezetes dalokat, melyek nem Warner művész dalok, mint a Coati Mundi dal az "El Coco Loco" és a Duncan Faure dal mely hátborzongatóan egy Beatles paródia "24 Hours". A legtöbb vásárló számára azonban ez az új Madonna album".
Robert Christgau C- minősítést adott az albumra, mondván a Scritti Politti és a Coati Mundi kívülálló előadók, és a filmzenék megegyeznek a szerződéses munkával. Saját filmjéhez viszont az évtized pop ikonjának jobbnak kell lennie, mint a hanyag másodpercek. Vagy ügyes másodperceknek - még rosszabbnak. Ed Blank a Pittsburgh Press-től úgy gondolta, hogy a filmzene létrehozásának egyetlen célja volt, hogy a dalokat a filmben mutassák be. Jay Boyar (Orlando Sentinel) dicsérte a dalokat, és a hangfelvételeket, azt állítva, hogy Madonna szívszorító meleget hoz a "The Look of Love" című dallal, és a klub hatású "Causing a Commotion" című dalra. Gyan Singh a The Miami Herald-tól azt mondta, hogy a film nézése közben az egyetlen vigasza a filmnek a hangzás, és a dalok, - különösképp Madonna dalai - valóban jók. Don McLeese a Chucago Sun-Times-től a Madonna Who’s That Girl világturné megtekintése után azt mondta, hogy a filmzene dalai élőben jobban hangzanak. Larry Gelle a The Advocate-tól pozitív véleménnyel volt, mondván a „Who’s That Girl” lesz a nyár albuma. Stephen Holden a The New York Times-től azt mondta, hogy filmzene album tele van magával ragadó pop "puffokkal". Az év egyik legforróbb kislemeze Madonna kétnyelvű dalának a „Who’s That Girl”-nek a lendületes visszatérése, akár egy akrobata, mely egy trambulinon botlik. A "The Look of Love" olyan emlékezetes ballada, mint Madonna 1986-os kislemeze a "Live to Tell" vagy a Duncan Faure által énekelt "24 Hours" című dal, mely ügyesen összeolvad a The Beatles stílusú énekkel, és a 80-as évek szintetizátor pop alapjaival. Daniel Brogan A Chicago Tribune-tól azt mondta, hogy mivel a filmzene album nem igazán Madonna album, ez nem meglepő, csak hiányosnak tűnik.

## Sikerek
A megjelenés után az album 1987. augusztus 15-én debütált a 46. helyen a Billboard 200-as albumlistán, ugyanazon a héten, amikor a címadó dal is elérte a Billboard Hot 100-as lista csúcsát. Az 1987. szeptember 12-vel záródó héten a lemez 7. helyezett lett, majd ezen a helyen maradt 28 héten keresztül. Az albumot az Amerikai Hanglemezgyártók Szövetsége platina helyezéssel jutalmazta az 1.000.000 eladott példányszám alapján az Egyesült Államokban. Hivatalos adatok szerint az albumból 1,5 millió példányt értékesítettek. Kanadában az album a 85 helyen debütált az RPM albumlistán 1987. augusztus 1-én. Hét hét után a 4. helyre jutott. Az albumot az RPM 100 legjobb albumának 1987-es összesített listáján a 27. helyre helyezték, mely 30 héten át volt jelen a slágerlistán.
Az Egyesült Királyságban az album 1987. augusztus 1-én debütált a 4. helyen, ezzel a hét legnagyobb belépője lett. Majd három hétig maradt ezen a helyen. Az album 25 hétig volt jelen a slágerlistán, és a Brit Hanglemezgyártók Szövetsége platina minősítéssel jutalmazta az eladott 300.000 példányszámú eladást. A hivatalos adatok szerint 320.000 példányt adtak el az albumból. Az album kevésbé volt sikeres Ausztráliában, ahol a 24. helyen debütált. 1987. szeptember 6-án a 12. helyre lépett be az Új-Zélandi albumlistára. Két hét után a 6. helyre jutott az album. Ausztriában az album a hét legkeresettebb debütáló albuma volt, és 1987. augusztus 15-én a 7. helyezést érte el, majd végül 5. lett. Németországban az album a lista élén debütált, 2 hétig ezen a helyen maradva. Az albumot arany minősítéssel díjazták, és az Európa 100 legjobb albumának listájára is felkerült. Az album felkerült a Japán,a  Hollandia, Norvégia, Spanyolország, Svédország, Svájc slágerlistáira is. Az albumból világszerte 6 millió példányt adtak el.

## Számlista
| 1.    | Who’s That Girl (előadja: Madonna)              | Madonna Patrick Leonard                           | Madonna Leonard                      | 3:58 |
| 2.    | Causing a Commotion (előadja: Madonna)          | Madonna Stephen Bray                              | Madonna Bray                         | 4:20 |
| 3.    | The Look of Love (előadja: Madonna)             | Madonna Leonard                                   | Madonna Leonard                      | 4:03 |
| 4.    | 24 Hours (előadja: Duncan Faure)                | Mary Kessler Joey Wilson                          | Bray                                 | 3:38 |
| 5.    | Step by Step (előadja: Club Nouveau)            | Jay King Denzil Foster Thomas McElroy David Agent | King Foster McElroy Agent            | 4:43 |
| 6.    | Turn It Up (előadja Michael Davidson)           | Davidson Frederic Mercier                         | Stock, Aitken & Waterman             | 3:56 |
| 7.    | Best Thing Ever (előadja: Scritti Politti)      | Green Gartside David Gamson                       | Gartside Gamson John "Tokes" Potoker | 3:51 |
| 8.    | Can't Stop (előadja: Madonna)                   | Madonna Bray                                      | Madonna Bray                         | 4:45 |
| 9.    | El Coco Loco (So So Bad) (előadja: Coati Mundi) | Coati Mundi Hernandez                             | Hubert Eaves III                     | 6:22 |
| 39:48 |                                                 |                                                   |                                      |      |

## Közreműködő személyzet
| - Madonna - dalszövegek , ének , producer , háttérének - Duncan Faure - ének - Club Nouveau - ének - Michael Davidson - ének - Scritti Politti - ének - Coati Mundi - ének - Patrick Leonard - dalszövegíró, producer - Stephen Bray - dalszövegíró, producer - Michael Barbiero - további produkció, sound mixer - Steve Thompson - további produkció, sound mixer - Shep Pettibone - további produkció, sound mixer - Junior Vasquez - mixek, hangszerkesztő - Donna De Lory - háttérvokál | - Niki Haris - háttérvokál - David Agent - producer, keverés - Hubert Eaves III - producer, gitár - Denzil Foster - dalszövegíró - David Gamson - hangindító - Green Gartside - ének, dalszövegíró - Jay King - gitárok - Stock, Aitken & Waterman - dalszövegek, producer, háttér vokál - Greg Ladanyi - belsőépítészet, borító, mérnök asszisztens - Michael Vail Blum - hangmérnök |

## Slágerlista
| Slágerlista (1987)                           | Legjobb helyezések |
| -------------------------------------------- | ------------------ |
| Ausztrália (Kent Music Report)               | 24                 |
| Ausztria (Ö3 Austria Top 40)                 | 5                  |
| Kanada (RPM)                                 | 4                  |
| Hollandia (Dutch Charts Album Top 100)       | 1                  |
| Európa European Albums (IFPI)                | 1                  |
| Finnország (Suomen virallinen lista)         | 5                  |
| Franciaország (SNEP)                         | 2                  |
| Németország (Offizielle Top 100)             | 1                  |
| Japán (Oricon)                               | 10                 |
| Norvégia (VG-lista Album Top 40)             | 2                  |
| Új-Zéland (Recorded Music NZ Top 40 Albums)  | 6                  |
| Spanyolország (Promusicae)                   | 4                  |
| Svédország (Sverigetopplistan Top 60 Albums) | 4                  |
| Svájc (Schweizer Hitparade Top 100 Albums)   | 4                  |
| Egyesült Királyság (OCC)                     | 4                  |
| Egyesült Államok Billboard 200               | 7                  |
| Zimbabwe (ZIMA)                              | 1                  |

| Slágerlista (1987)                    | Helyezések |
| ------------------------------------- | ---------- |
| Ausztria (Ö3 Austria Top 40)          | 26         |
| Kanada (RPM Top Albums)               | 37         |
| Hollandia (MegaCharts)                | 16         |
| Franciaország (SNEP)                  | 15         |
| Németország (Offiziel Charts Company) | 20         |
| Svájc (Schweizer Hitparade)           | 29         |

## Minősítések
| Ország                       | Minősítés  | Eladás    |
| ---------------------------- | ---------- | --------- |
| Brazília (Pro-Música Brasil) | arany      | 200.000   |
| Franciaország (SNEP)         | 2x platina | 668.300   |
| Németország (BVMI)           | arany      | 250.000   |
| Hongkong (IFPI Hongkong)     | platina    | 20.000    |
| Japán                        |            | 111.350   |
| Olaszország (FIMI)           | 2x platina | 400.000   |
| Hollandia (NVPI)             | arany      | 50.000    |
| Új-Zéland (RMNZ)             | arany      | 7.500     |
| Spanyolország (PROMUSICAE)   | platina    | 100.000   |
| Svájc (IFPI Switzerland)     | arany      | 25.000    |
| Egyesült Királyság (BPI)     | platina    | 300.000   |
| Egyesült Államok (RIAA)      | 7x platina | 1.000.000 |
| Világszerte                  |            | 6.000.000 |